# Bias de Priène
Pour les articles homonymes, voir Bias.
Bias de Priène (en grec ancien Βίας / Bías) est un philosophe, avocat et homme d'État grec du VIe siècle av. J.-C. qui est souvent cité dans les listes des Sept sages de Grèce. On attribue à Bias un poème de 2 000 vers consacré à l’examen des moyens de rendre l’Ionie heureuse et florissante.

## Biographie
Il naquit à Priène en Ionie vers l'an 570 av. J.-C. ; son père s'appelait Toutamos (Héraclite d'Éphèse, frag. 39, Politique). Il avait fait une étude particulière des lois de sa patrie, qu'il codifia, et consacra ses connaissances en ce genre à plaider pour ses amis, mais sans vouloir jamais défendre une cause injuste ; il mourut en plaidant. Selon Diogène Laërce, il réussit par la ruse à amener Alyattès, roi de Lydie, qui assiégeait Priène, à faire la paix. Douris de Samos prétend qu’il était étranger.

Il a écrit un poème sur l’Ionie d’environ deux mille vers, pour enseigner la meilleure façon d’être heureux.
Il disait que nos connaissances à propos de la divinité se bornent à savoir qu’elle existe.